# Países Baixos nos Jogos Olímpicos de Inverno de 1976
Os Países Baixos mandaram 7 competidores que disputaram duas modalidades nos Jogos Olímpicos de Inverno de 1976, em Innsbruck, na Áustria. A delegação conquistou 6 medalhas no total, sendo uma de ouro, duas de prata, e três de bronze.